# Songs for Japan
A Songs for Japan egy jótékonysági céllal létrehozott zenei válogatásalbum, amellyel a 2011-es tóhokui földrengés és szökőár áldozatait támogatják. A a „négy nagy” lemezkiadó cég (EMI, Sony, Universal, és Warner) közötti összefogás révén jött létre, és 2011. március 25-étől vált elérhetővé digitális formátumban az iTunes Store zenei áruházban. Az albumon szereplő előadók lemondtak bevételi jogukról, így az album eladásából származó teljes bevétel a japán Vöröskeresztnek lesz adományozva. Az album 2011. április 4-én CD-n is megjelent a Sony gondozásában.

## Fogadtatás
Bár pozitív dolognak tartották, hogy a Songs for Japan jótékonysági céllal lett megjelentetve, bírálat érte, amiért Lady Gaga Born This Way című dalának egy új remixét leszámítva csak már korábban kiadott számokat tartalmaz. A korábbi jótékonysági albumokra, úgy mint a Hope for Haiti Now-ra az volt a jellemző, hogy az előadók új számokat készítettek, vagy számaikat új változatban felénekelték az albumra.

## Az albumon szereplő dalok listája
Az album 38 dalt tartalmaz.
| 1.  | Imagine (remaszterizált)                                              | John Lennon                               | 3:07 |
| 2.  | Walk On (radiós változat)                                             | U2                                        | 4:29 |
| 3.  | Shelter from the Storm                                                | Bob Dylan                                 | 5:01 |
| 4.  | Around the World (élő)                                                | Red Hot Chili Peppers                     | 3:58 |
| 5.  | Born This Way (Starsmith remix)                                       | Lady Gaga                                 | 6:45 |
| 6.  | Irreplaceable                                                         | Beyoncé                                   | 3:48 |
| 7.  | Talking to the Moon (akusztikus zongoraverzió)                        | Bruno Mars                                | 3:37 |
| 8.  | Firework                                                              | Katy Perry                                | 3:47 |
| 9.  | Only Girl (In the World)                                              | Rihanna                                   | 3:55 |
| 10. | Like I Love You                                                       | Justin Timberlake                         | 4:43 |
| 11. | Miles Away (live)                                                     | Madonna                                   | 4:50 |
| 12. | When Love Takes Over                                                  | David Guetta (közreműködik Kelly Rowland) | 3:11 |
| 13. | Love the Way You Lie (a szókimondó szövegek miatt megvágott változat) | Eminem (közreműködik Rihanna)             | 4:23 |
| 14. | Human Touch                                                           | Bruce Springsteen                         | 6:28 |
| 15. | Awake (élő)                                                           | Josh Groban                               | 5:39 |
| 16. | Better Life                                                           | Keith Urban                               | 4:43 |
| 17. | One Tribe                                                             | The Black Eyed Peas                       | 4:40 |
| 18. | Sober                                                                 | Pink                                      | 4:11 |
| 19. | It's OK                                                               | Cee Lo Green                              | 3:46 |

| 1.  | I Run to You                                             | Lady Antebellum                                          | 4:16 |
| 2.  | What Do You Got?                                         | Bon Jovi                                                 | 3:47 |
| 3.  | My Hero                                                  | Foo Fighters                                             | 4:19 |
| 4.  | Man on the Moon (élő)                                    | R.E.M.                                                   | 6:01 |
| 5.  | Save Me (a szókimondó szövegek miatt megvágott változat) | Nicki Minaj                                              | 3:05 |
| 6.  | By Your Side                                             | Sade                                                     | 4:34 |
| 7.  | Hold On (radió mix)                                      | Michael Bublé                                            | 4:07 |
| 8.  | Pray (akusztikus)                                        | Justin Bieber                                            | 3:34 |
| 9.  | Make You Feel My Love                                    | Adele                                                    | 3:32 |
| 10. | If I Could Be Where You Are                              | Enya                                                     | 4:01 |
| 11. | Don't Let the Sun Go Down on Me                          | Elton John                                               | 5:36 |
| 12. | Waiting on the World to Change                           | John Mayer                                               | 3:21 |
| 13. | Teo Torriatte (Let Us Cling Together) (remaszterizált)   | Queen                                                    | 5:55 |
| 14. | Use Somebody                                             | Kings of Leon                                            | 3:50 |
| 15. | Fragile (élő felvétel Berlinből)                         | Sting, Steven Mercurio, és a Royal Filharmonikus Zenekar | 4:50 |
| 16. | Better in Time                                           | Leona Lewis                                              | 3:54 |
| 17. | One in a Million                                         | Ne-Yo                                                    | 4:03 |
| 18. | Whenever, Wherever                                       | Shakira                                                  | 3:16 |
| 19. | Sunrise                                                  | Norah Jones                                              | 3:20 |

## Slágerlistás szereplése
Az albumból 68 000 példány kelt el megjelenésének hetében az Egyesült Államokban, és ezzel felkerült a Billboard 200 albumlistára a hatodik helyen. Kanadában 8 000 példányban kelt el, és harmadik lett a kanadai albumlsitán. Új-Zélandon első helyre került a válogatásalbumok eladási listáján.